# بريغيت فاسبايندر
بريغيت فاسبايندر (بالألمانية: Brigitte Fassbaender)‏ (و. 1939 – م) هي مغنية، ومغنية أوبرا، ومعلمة موسيقى، من ألمانيا، ولدت في برلين.

## جوائز
حصلت على جوائز منها:
- ضابط الصليب من وسام استحقاق جمهورية ألمانيا الاتحادية (2001)
- وسام الاستحقاق
- النيشان البافاري الماكسيميلياني للعلوم والفن
- وسام الاستحقاق البافاري
- قائد فرسان من وسام استحقاق جمهورية ألمانيا الاتحادية
- وسام الاستحقاق للفنون والعلوم
- وسام جوقة الشرف.

## وصلات خارجية
- بريغيت فاسبايندر على موقع IMDb (الإنجليزية)
- بريغيت فاسبايندر على موقع مونزينجر (الألمانية)
- بريغيت فاسبايندر على موقع ميوزك برينز (الإنجليزية)
- بريغيت فاسبايندر على موقع أول موفي (الإنجليزية)
- بريغيت فاسبايندر على موقع أول ميوزيك (الإنجليزية)
- بريغيت فاسبايندر على موقع ديسكوغز (الإنجليزية)
- بريغيت فاسبايندر على موقع قاعدة بيانات الفيلم (الإنجليزية)
- بريغيت فاسبايندر على موقع كينوبويسك (الروسية)